# عساب (المخادر)

تعديل مصدري - تعديل

عساب هي إحدى قرى عزلة المحرم بمديرية المخادر التابعة لمحافظة إب، بلغ تعداد سكانها 651 نسمة حسب تعداد اليمن لعام 2004.